# NGC 655
NGC 655 (другие обозначения — MCG −2-5-37, PGC 6262) — линзообразная галактика (S0) в созвездии Кит.
Этот объект входит в число перечисленных в оригинальной редакции «Нового общего каталога».
В галактике взорвалась сверхновая SN 2010ec.